# Gottschalk von Ahlefeldt

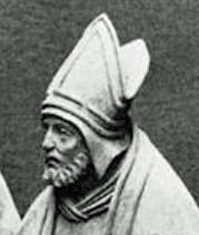
Vorgeblich Gottschalk von Ahlefeldt (1475–1541) auf dem Relief im Bordesholmer Retabel.

Gottschalk (Gosche) von Ahlefeldt  (* 1475; † 23. Januar 1541 auf Gut Bollingstedt) war der letzte katholische Bischof von Schleswig.

## Leben

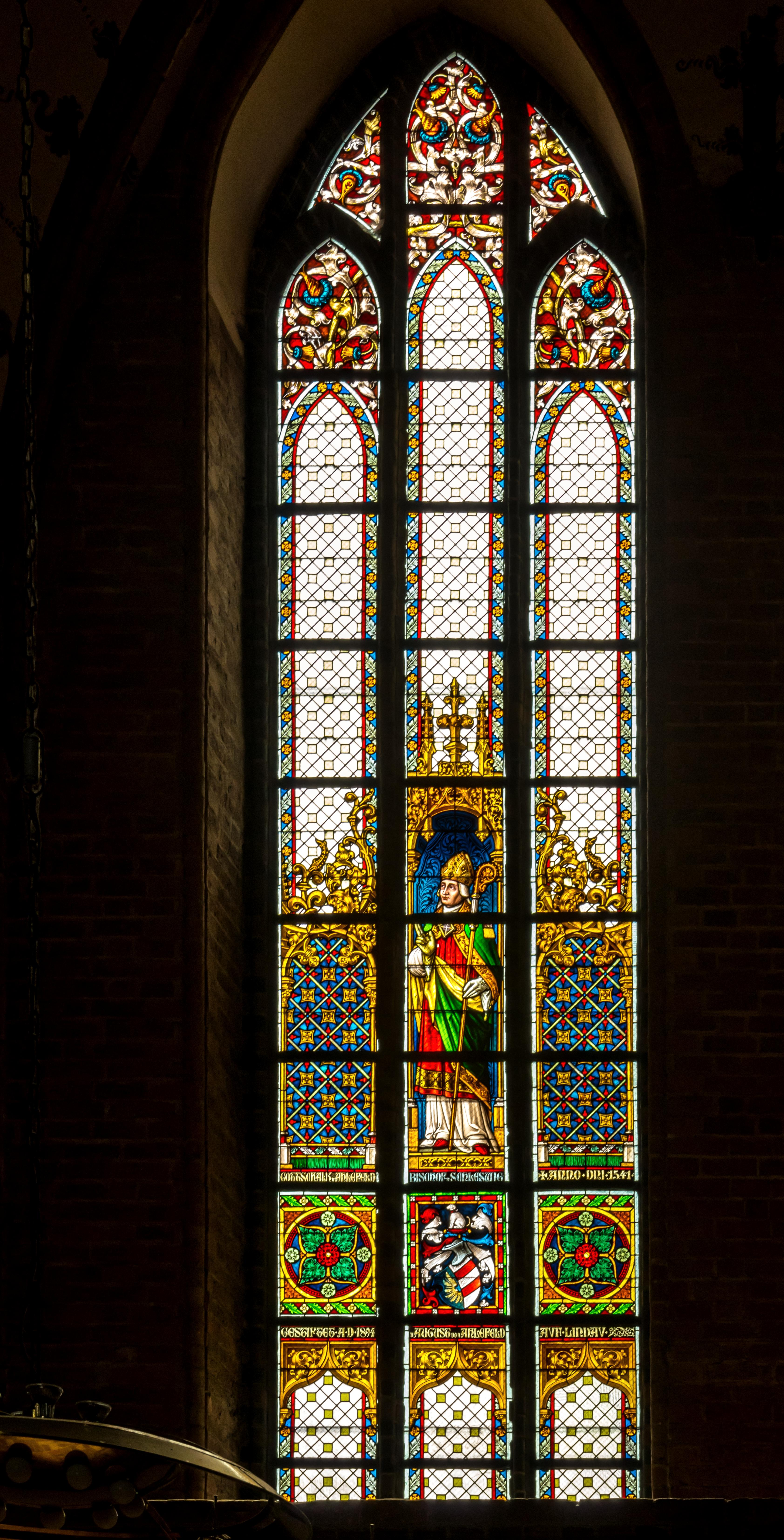
Der 1541 gestorbene Bischof in einem Kirchenfenster im Schleswiger Dom

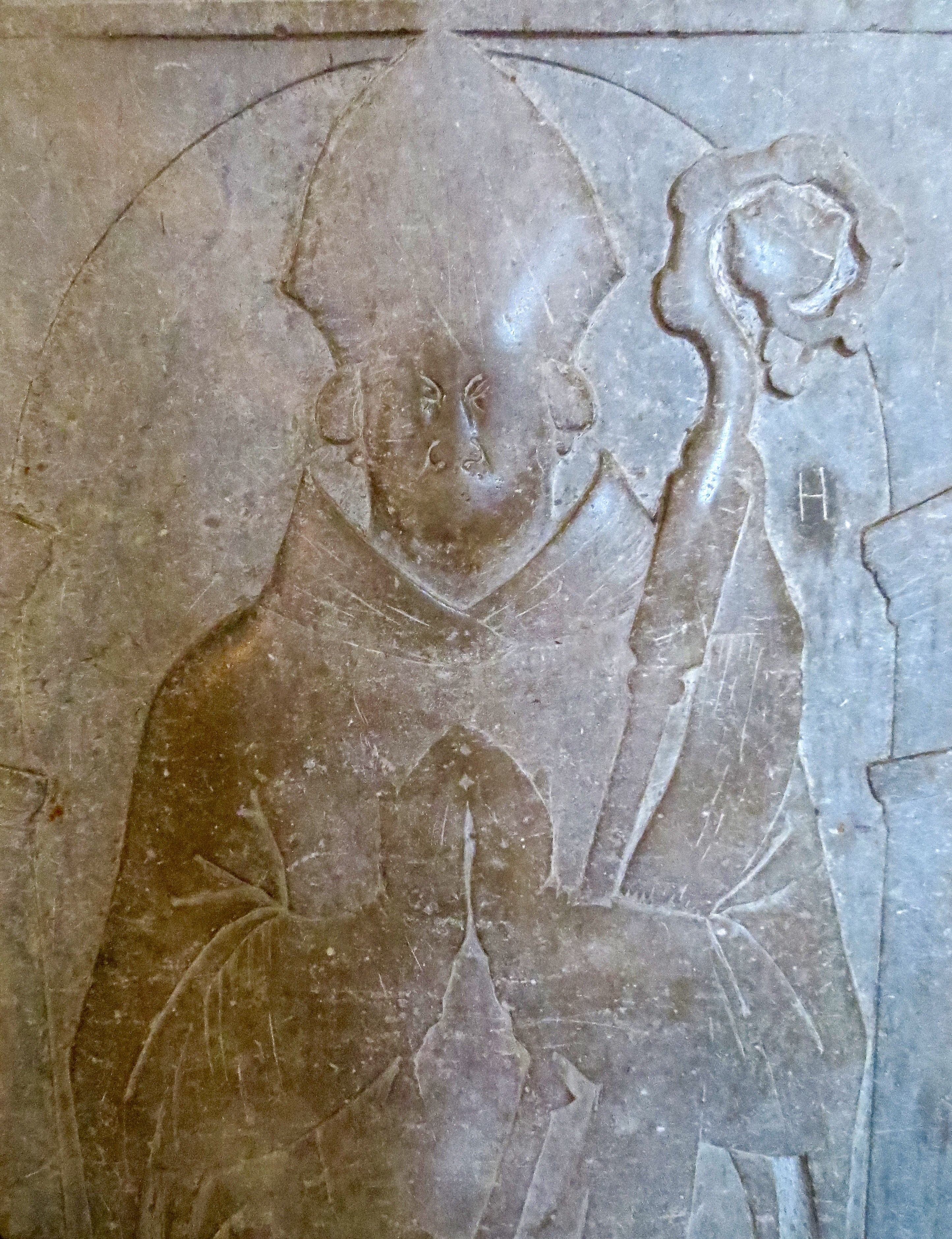
Abgenutzte Steinplatte mit dem Abbild des Verstorbenen

Gottschalk von Ahlefeldt war ein Sohn von Claus von Ahlefeldt und wurde 1475 geboren. Bereits mit 14 Jahren wurde er an der Universität Rostock immatrikuliert. Dort studierte er Kirchenrecht und wurde 1497 Canonicus und Thesaurarius. Danach ging er nach Italien, um sein Studium fortzusetzen, und hielt sich einige Zeit in Rom auf. 1498 wurde Gottschalk an der Universität Bologna immatrikuliert und kehrte als Doktor für kanonisches Recht 1501 nach Schleswig zurück.
Aufgrund seiner Ausbildung in Bologna und der Abstammung aus dem Adelsgeschlecht Ahlefeldt bekam er eine Anstellung als Kanzler am Hofe Herzog Friedrichs I. 1506 übernahm Gottschalk von Ahlefeldt die Dompropstei am Schleswiger Dom und wurde am 26. Januar 1507 als Nachfolger von Detlev von Pogwisch zum Bischof von Schleswig gewählt. In ihm vermutet man „den intellektuellen Kopf hinter den Werken von Hans Brüggemann“.
Zu seiner Zeit nahm die Reformation ihren Anfang. Da er sich der Reformation nicht widersetzte, blieb er im Besitz der bischöflichen Güter bis zu seinem Tod auf seinem Gut Bollingstedt am 23. Januar 1541. Zum ersten evangelischen Bischof von Schleswig wurde, nachdem Johannes Bugenhagen dieses Amt abgelehnt hatte, Tilemann von Hussen berufen.